# Prusisk mytologi

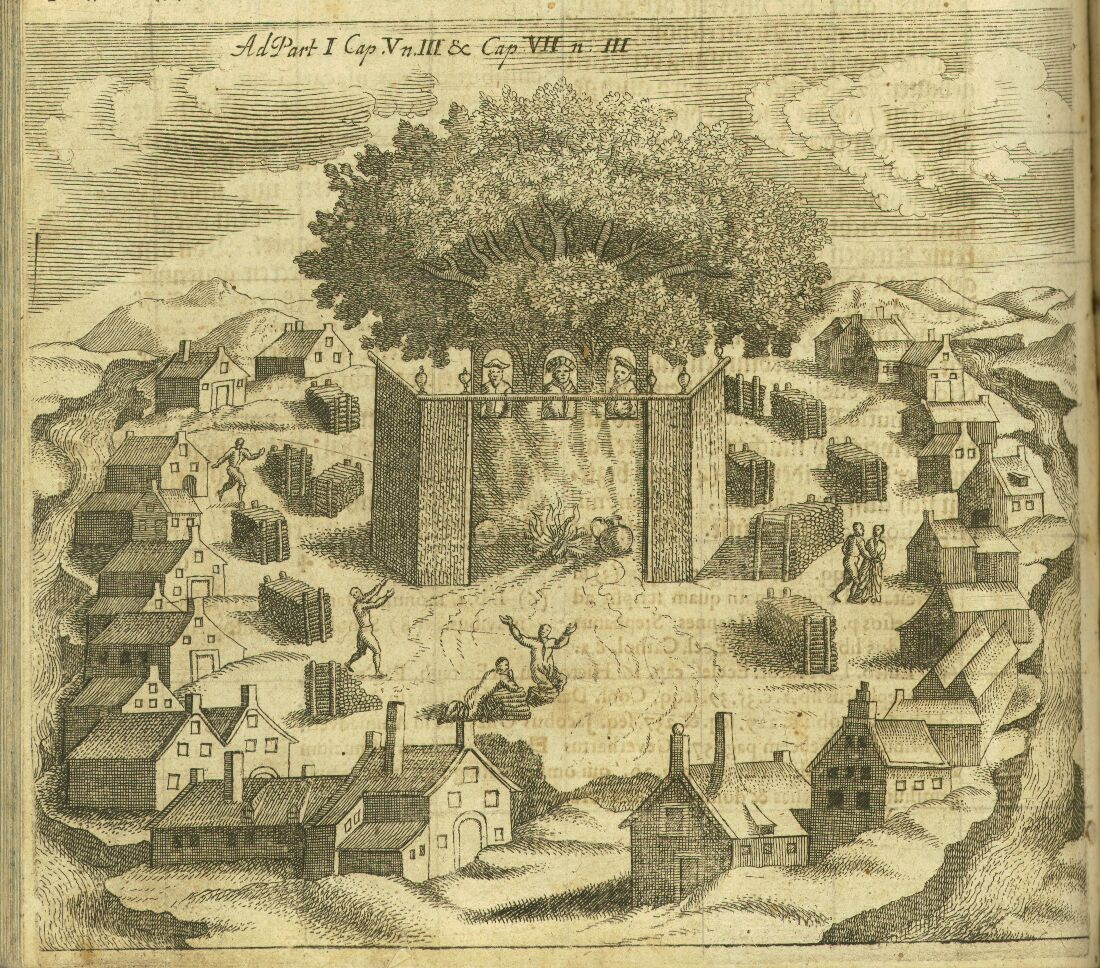
Templet Romuva

Prusisk mytologi var prusernas polyteistiska förkristna religion innan pruserna tvingades konvertera till kristendomen av tyska orden under det prusiska korståget (1217-1274).
Den prusiska religionen var nära besläktad med övriga religioner tillhörande baltisk mytologi, som lettisk mytologi och litauisk mytologi. Kunskapen om prusisk mytologi är dåligt bevarad. Pruserna tvingades konvertera med våld under korstågen på 1200-talet och informationen om deras förra religion utplånades. Fragmentarisk information om deras gudar, myter och ritualer finns i medeltida skrifter, men denna information anses opålitlig. Ingen information om deras tro finns från tiden före kristnandet. Det mesta som är känt om prusisk mytologi hämtas från källor från 1500-talet, som anses dåliga och opålitliga. 
Constitutiones Synodales räknar upp fjorton gudar ur den prusiska mytologin. Denna lista anses dock inte pålitlig. Den innehåller inga kvinnliga gudar, enbart manliga, vilket inte är trovärdigt. Den innehåller heller inte den prusiska fruktbarhetsguden Curche, en av få som nämndes på 1200-talet, när religionen fortfarande utövades. 
Templet Romuva nämns av korsriddaren Peter von Dusburg år 1326, femtio år efter att det senast kan ha använts. 